# 假鲍曼氏菌属
假鲍曼氏菌属（学名：Pseudobowmanella）是杆菌科下的一个属。本属的惟一种漳州假鲍曼氏菌 分离自中国九龙江表面淡水。

## 下属物种
本属包括以下物种：Pseudobowmanella Du et al., 2017
- 漳州假鲍曼氏菌 Pseudobowmanella zhangzhouensis[2]